# Схария
Сха́рия (иначе Захария Скара) — основатель религиозного движения в Великом Новгороде, известного как Ересь жидовствующих или «спротивномудрствующих».
Сообщения о неком иудее, положившем начало ереси, появляется у новгородского архиепископа Геннадия в послании митрополиту Московскому Зосиме в 1490 году. По имени он назван в трактате Иосифа Волоцкого «Просветитель».

## Сведения о Схарии в русских источниках
Известия о нём скудны, и в самих материалах по ереси о нём найти можно немного. Источники сообщают, что этот иудей прибыл из Киева, в свите князя Михаила Олельковича, поставленного польским королём Казимиром князем на Новгород в 1470 году. От него-то, по утверждению архиепископа Геннадия и Иосифа Волоцкого, и пошла ересь в Новгороде. Дословно в «Просветителе»: «В то время жил в городе Киеве жид по имени Схария, и был он орудием диавола — был он обучен всякому злодейскому изобретению: чародейству и чернокнижию, звездочётству и астрологии». Первыми его прозелитами стали новгородские попы Алексей и Денис. После того как в 1480 году Алексей и Денис были взяты великим князем в Москву, ересь распространилась и при дворе князя. В круг еретиков был вовлечён и влиятельный посольский дьяк Фёдор Курицын, ставший фактическим главой московской ветви.
Скудность сведений о Схарии позволила выдвинуть предположение, что это легендарная личность, выдуманная противниками жидовствующих (архиепископом Геннадием и Иосифом Волоцким) для дискредитации движения. Эта версия получила широкое распространение в советской историографии. Активным сторонником этой версии был филолог-русист Я. С. Лурье. Подобных взглядов придерживался историк Р. Г. Скрынников. А. А. Зимин высказывался более осторожно, утверждая, что «отрицать реальное существование Схарии достаточных оснований нет».
Однако, кроме «Просветителя» Иосифа Волоцкого, есть ещё, по меньшей мере, два источника, которые упоминают имя новгородского ересиарха. Во-первых, это послание инока Саввы с Сенного острова послу Ивана III в Крыму Дмитрию Шеину. Этот компилятивный труд содержит антииудейскою полемику, упоминает известного иноку «жидовина Захария Скару», представленного как соблазняющего в «жидовскую веру» великокняжеского посла: «И ты, господине Дмитрий, коли был еси послом и говорил еси с тем жидовином с Захарией-Скарою». Упоминание Саввой в этом контексте «новгороцких попов, веру жидовскую приемшим» не оставляет сомнения, что речь идёт о «начальнике жидовской ереси» Схарии.
Имя Схарии философа неожиданно обнаруживается в Псалтыри XVI века из библиотеки Киевской Духовной Академии, где в две колонки приведены философские термины, используемые известными переписчику философами: Схарией и Фомой Греком (Фома Магистр). Профессор Моисей Таубе обращает внимание, что термины Схарии из Псалтыри совпадает с терминами, применяемыми в «Логике» жидовствующих, что указывает на возможную связь философа Схарии с этим движением.
Существуют, по меньшей мере, две версии идентификации новгородского ересиарха.

## Версия: Захария, князь таманский
Во-первых, новгородского Схарию отождествляют с представителем генуэзского аристократического рода Гизольфи Заккарией (или Захарией), владевшим княжеством на Таманском полуострове с центром в генуэзской колонии Матрега. Причиной появления этой версии послужили записи в посольской книге, согласно которым некий «жидовин Захария Скара» в 1483 году просился на службу к московскому князю, и тот несколько раз приглашал его приехать в Москву. В других документах этот же адресат великого князя именуется «князем таманским», «черкасином» и «фрязином». Князем таманским в это время мог быть только Заккария Гизольфи. Но дело с этими записями оказалось не таким простым. Биография самого Захарии достаточно хорошо известна, и она не оставляет места для дальних путешествий, особенно в начале 70-х годов. Представляется маловероятным, что владетельный князь в условиях постоянной угрозы захвата своих владений в свите другого князя на долгое время отправляется куда-то на север, чтобы заниматься там агитацией. Да и сама личность таманского князя мало напоминает странствующего проповедника-энциклопедиста, сведущего в астрономии, астрологии, философии. Тем более что «евреянином Захарией Скарой» он назван только в первых двух посланиях. По всей видимости, оба послания он так и не получил. В единственно известном послании самого Захарии сам себя он называет «Захарией Гуил Гурсисом». В отличие от первых двух, отправлено оно было не с русскими купцами, а с доверенным лицом таманского князя, «человеком истинным», и благополучно сохранилось в документах посольского приказа. Как Захария представился в начале переписки, и каким образом эти документы затерялись в ведомстве Фёдора Курицына — неизвестно. После получения этого письма в дипломатической переписке он именуется исключительно «князем таманским Захарьей», иногда «черкасином», а впоследствии «фрязином».
Несмотря на явные противоречия, эта версия получила довольно широкое распространение, особенно в публицистике. На этой версии настаивает профессор Г. М. Прохоров, предполагая, что Гизольфи, не будучи евреем по национальности, мог быть прозелитом-караимом, и в качестве эмиссара последних явиться в Новгород.
По какой причине в посольской книге появилась запись о еврее Захарии Скаре — сказать трудно. Это могла быть и интрига, и обычная бюрократическая ошибка.

## Версия: Захария — учёный еврей из Киева
По другой версии вероятным претендентом на роль «начальника» ереси Схарии назван известный киевский учёный еврей Захария бен Аарон га-Коген. Эта версия была выдвинута Юлием Бруцкусом ещё в начале XX века. Профессор Моисей Таубе поддержал эту версию. В ряде своих статей он с большой вероятностью доказывает, что Захарией бен Аароном были выполнены основные переводы корпуса литературы жидовствующих. В частности, это «Логика» Моисея Маймонида, дополненная фрагментами из аль-Газали, «Шестокрыл», или «Шеш кенафаим», Эммануель бар Якоба Бонфилса из Тараксона, переведённые на западнорусский (рутенский у Таубе). Известный арабский псевдоэпиграф «Тайная Тайных» или «Аристотелевы врата», также бывший в распоряжении жидовствующих, дополнены тремя медицинскими трактатами Маймонида, принадлежат этому кругу переводов. Кроме этого С. Ю. Темчин утверждает, что Виленский ветхозаветный свод XVI века имеет своим протографом перевод, сделанный в конце XV века той же группой переводчиков. В 2011 году Темчиным был введён в научный оборот ещё один свод, принадлежащий этой же группе переводов. Это так называемый кириллический учебник древнееврейского языка, который включает в себя книги Бытия, Исайи и Песнь песней. Учёный предполагает, что известные фрагменты относятся к полному переводу на русский язык всего древнееврейского ветхозаветного корпуса Танах. Названый учебник древнееврейского языка принадлежал библиотеке потомков Белозерских удельных князей.
Перу Захарии Киевского принадлежит пять фрагментов копий трудов по астрономии и философии. Все фрагменты датированы, часто с указанием места переписки. Поэтому можно утверждать, что Захария бен Аарон проживал в Киеве, по меньшей мере, с 1454 года по 1468 годы. Последняя известная его копия, фрагменты из трактата Аверроэса, датирована маем 1485 года и была сделана в Дамаске. Вполне допустимо предположить, что Киев он покинул после набега крымских татар на Киев в 1482 году. Тогда большая часть киевских евреев переселилась в Крым. В 1485 году Захария был в Дамаске. Из выходных данных рукописи ясно, что до этого он побывал паломником в Иерусалиме. В целом, возможный маршрут Захарии Киевского совпадает с «географией» крымских событий, связанных с историей ереси. В любом случае его путь в Дамаск должен был пролегать через Крым, и он отсутствовал в Крыму в 1485 и, вероятно, в 1484 годах. После посещения Дамаска он мог вернуться в Крым, где в 1487 году и могла произойти его встреча с Дмитрием Шеиным. Во всяком случае известный еврейский учёный-каббалист Моисей бен Якоб ха-Голе, с которым они были близко знакомы (трактат Аль-Фараби Захария переписывал для него), после татарского набега жил в Крыму.
Что касается личности Захарии Киевского, то современные исследования переписанных и переведённых им (или с его участием) источников (Моисей Таубе, С. Ю. Темчин) позволяют считать его носителем еврейской провансальской или сефардской научной традиции. Вряд ли сам Захария был провансальцем: этот регион был покинут основной массой евреев ещё в конце XIV века. Как и близкие им испанские евреи сефарды, большинство из них перебралось в Византию и осело там. Круг литературы, который предпочитает Захария, это литература, связанная с именем Моисея Маймонида. Это либо комментарии его работ, либо компиляции из Маймонида, или авторы, которых сам философ-рационалист высоко ценил (Аль-Фараби, Аверроэс). Интерес к астрологии лишний раз указывает на его близость провансальской традиции. Известно, что сам почитаемый в Провансе Маймонид отрицательно относился к астрологии, приравнивая её к идолопоклонству, и написал об этом к марсельским иудеям письмо. Таким образом, Захария бен Аарон принадлежит кругу рационалистической традиции в философии.
Все эти небезосновательные предположения суммируются в предполагаемый образ вероятного новгородского ересиарха. Можно предположить, что Схария — это киевский учёный еврей Захария бен Аарон ха-Коген, прибывший в Киев не позже 1454 года, вероятно из Византии, принадлежал кругу провансальских или испанских учёных евреев и был сторонником рационалистического направления в иудаизме. В Киеве он был близок ко двору киевских князей, сыновей Олелько Владимировича.